# Prisonniers de guerre français de la Seconde Guerre mondiale

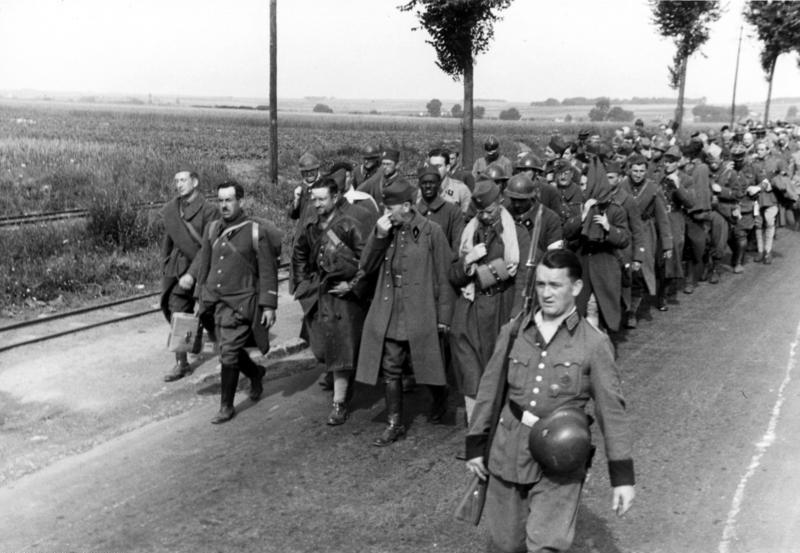
Prisonniers de guerre français, nord de la France, 1940.

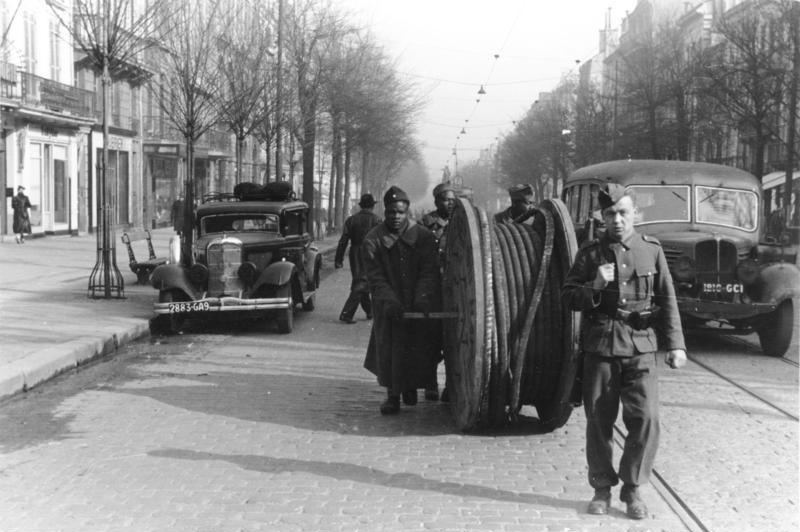
Des prisonniers coloniaux travaillant dans la zone Sud en 1942.

Les prisonniers de guerre français de la Seconde Guerre mondiale, au nombre de 1 845 000, capturés par les armées du Troisième Reich après l'armistice lié à la bataille de France durant l'été 1940, sont d'abord hébergés dans des camps installés en France dans la zone occupée, dits Frontstalags, et sont ensuite envoyés à pied ou en train dans des camps en Allemagne à savoir les Oflags qui accueillent les officiers et les Stalags qui accueillent les soldats et sous-officiers. Les Allemands réservèrent les Frontstalags du territoire français à l’internement des prisonniers originaires des colonies (dont les futurs départements d’outre-mer), même si un certain nombre d'entre eux furent également internés en Allemagne et inversement, seuls quelques Français demeuraient aux côtés des indigènes pour servir d’encadrement.

## La France, puissance protectrice de ses propres prisonniers: le Service diplomatique des prisonniers de guerre
Le 31 juillet 1940, le maréchal Pétain charge Georges Scapini d'intervenir auprès des autorités allemandes « pour aplanir les difficultés qui pourraient affecter le sort de nos prisonniers ». Il bénéficie du titre de ministre plénipotentiaire (décret du 20 août 1940) puis d’ambassadeur de France (décret du 22 septembre 1940). Le maréchal Pétain et Pierre Laval acceptent ensuite en novembre 1940 la proposition allemande de renoncer à la protection des prisonniers de guerre français par les États-Unis, puissance neutre prévue par les Conventions de Genève, et d'assumer la protection des prisonniers, au lendemain de l'entrevue de Montoire qui annonce la collaboration franco-allemande. Pétain nomme alors Scapini chef du Service diplomatique des PG. L'accord franco-allemand est signé le 16 novembre 1940. La « mission Scapini », chargée de s’assurer du respect de la Convention de Genève dans les camps, visite les camps de prisonniers, négocie auprès des Allemands des retours anticipés, reçoit et gère les demandes des familles et les interventions en faveur de prisonniers et s'occupe à partir de 1941 des secours pécuniaires aux familles de PG. Le SDPG est établi à Paris (au 44 rue Cortambert), à Vichy et à Berlin, où est installée à partir de décembre 1940 la Délégation française à Berlin,,.

## Camps de travail
Environ un tiers des prisonniers français furent libérés sous diverses conditions. Pour le reste, les officiers et sous-officiers furent maintenus dans des Offizierslager (des camps d'officiers ou « Oflags ») sans travailler conformément aux Conventions de Genève. Environ 20 000 officiers furent faits prisonniers de 1940 à 1945.
À partir de 1942, dans le cadre de la politique de la relève menée par le gouvernement de Vichy, environ 210 000 prisonniers sont « transformés », c'est-à-dire qu'ils restèrent en Allemagne, mais devinrent en théorie des travailleurs civils. Ils logent alors dans des camps spécifiques, dénommés camps de travailleurs.
Ils travaillent pour les Allemands, notamment l’organisation Todt ou pour des sociétés françaises qui participent à l’effort de guerre de l’Occupant. Ils sont payés 10 francs par jour pour 6 à 8 heures de travail, quand un manœuvre à la même époque est rémunéré 10 francs de l’heure. Leur alimentation est complétée par des marraines qui habitent près du camp et les nourrissent en échange de cigarettes. La situation sanitaire est précaire, ils souffrent de tuberculose et même de lèpre et ils sont soignés par des médecins prisonniers de guerre rapatriés en France car la convention de Genève prévoit que les prisonniers de guerre soient soignés par des médecins de leur camp. Ces prisonniers de guerre-médecins sont externés, ils vivent en ville, sont prisonniers sur parole et ont un laisser-passer.
Environ la moitié d'entre eux travaillèrent dans l'agriculture allemande, où les disponibilités alimentaires étaient adéquates et les contrôles étaient cléments. Les prisonniers de guerre coloniaux dans les Landes y sont employés dans la construction du mur de l’Atlantique et dans l’exploitation de la forêt des Landes, mais aussi sur des travaux agricoles, industriels et de terrassement. Les autres travaillèrent dans des usines ou des mines, où les conditions étaient beaucoup plus sévères.

## Troupes coloniales

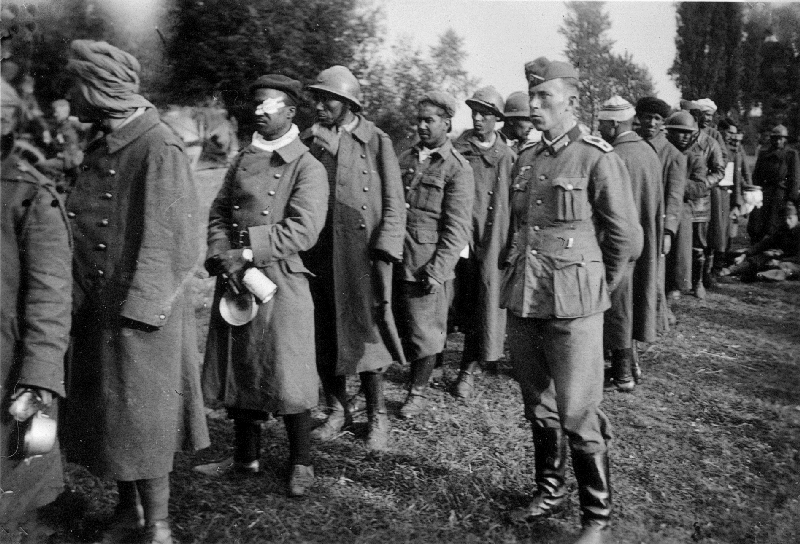
Tirailleurs africains prisonniers en 1940.

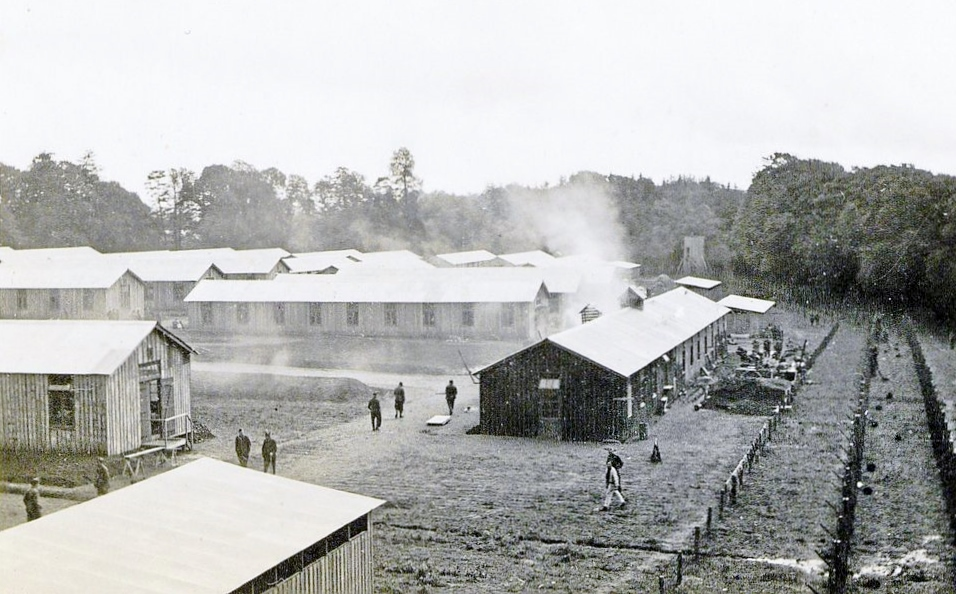
Le camp de prisonniers de guerre de soldats d'origine coloniale aménagé par les Allemands à Lanniron (Quimper) pendant la Seconde Guerre mondiale.

Fin 1940, environ 80 000 prisonniers issu de l'armée d'Afrique et de l'armée coloniale sont détenus dans 22 Frontstalags tous dans la zone occupée. En avril 1941, ils sont plus de 69 000 (43 973 Nord-Africains, 15 777 « Sénégalais », 3 888 Malgaches, 2 317 Indochinois, 380 Martiniquais, 2 718 classés « sans race »). En mai 1943, il reste encore 23 141 Nord-Africains et 13 610 autres coloniaux dont 8 823 « Sénégalais », 2 212 Malgaches, 2 055 Indochinois, 520 Martiniquais (le terme désigne souvent des Guadeloupéens et les soldats des vieilles colonies sont souvent indifférenciés dans des unités métropolitaines). Leur nombre ne cessa de décroître pour n’être au moment de la Libération que quelque 30 000 dont 17 000 Nord-Africains. Une partie, essentiellement des Nord-Africains, fut libérée par les Allemands après accord avec le gouvernement de Vichy.
Cependant, ils sont exclus de la libération des pères de famille nombreuse. La tension monte lorsque la garde de deux frontstalags -Vesoul et Nancy- est confiée en janvier 1943 à des métropolitains libérés d'Allemagne.
Il y eut aussi de nombreuses évasions, mais une bonne partie d’entre eux périrent dans les camps, à la suite de maladies, notamment la tuberculose, qui ravagea les camps Nord-Est. Bien que soumis à une intense propagande de la part des Allemands qui entendaient en faire des soldats ou des espions, ils subissaient un strict régime de détention. Ces prisonniers provenaient des divisions nord-africaines (DINA DIA, DM) pour les soldats Nord-Africains et des divisions d'infanterie coloniales (DIC) pour les autres coloniaux toutes engagées dans la bataille de mai-juin 1940.
D’abord détenus avec tous les prisonniers capturés après la capitulation, ils ne tardèrent pas à en être séparés. Les Allemands ayant décidé surtout de transférer outre-Rhin les prisonniers français de souche européenne. En effet, aux yeux des nazis, les militaires coloniaux étaient des « sous-hommes » et n'avaient pas leur place sur le sol allemand. Ne voulant pas ainsi « souiller le sol allemand », les autorités du Reich, imprégnées du mythe de la honte noire, décidèrent de ne pas transférer ces soldats « indigènes » sur leur territoire (surtout les soldats noirs, les Nord-Africains pouvant être envoyés en Allemagne). Bien que les conditions de vie des soldats noirs se soient progressivement améliorées, leur condition était bien pire que ceux des soldats français blancs, et leur taux de mortalité était bien plus élevé.
Les prisonniers coloniaux sont maltraités par les Allemands lors de leur capture. Une liste précise permet d’évaluer les pertes par exactions ou exécutions sommaires à 3 500 hommes.
Dans ces camps, l'état sanitaire n'est pas satisfaisant et l'alimentation insuffisante (la Croix-Rouge apporte un supplément). L'habillement laisse souvent à désirer et les chaussures font cruellement défaut d'où l'usage de sabots. Les prisonniers se plaignent du manque de courrier et de colis.
Dans les derniers jours de combat en juin 1940, les unités allemandes ont tué plusieurs milliers de soldats noirs et prisonniers de guerre des régiments coloniaux français. Certains sont torturés, massacrés ou exécutés comme c'est le cas le 30 mai 1940, à Febvin-Palfart, où 32 soldats marocains furent assassinés par des soldats SS alors qu'ils se trouvaient en transit. Près de 3 000 tirailleurs sénégalais furent exécutés par la Wehrmacht en mai-juin 1940.

M. Ennergis, tirailleur marocain fait prisonnier à Lille, fin mai 1940, raconte : 

« J’ai vu des Allemands fusiller sur place des Sénégalais. Beaucoup de mes camarades Marocains l’ont été aussi parce que les Allemands savaient que nous étions volontaires, contrairement aux Algériens qui étaient des appelés. Je n’ai eu la vie sauve que grâce à mon jeune âge, en faisant croire aux Allemands que les Français avaient voulu enrôler de force mon père et que j’avais pris sa place pour le sauver. »

 Environ 60 000 soldats noirs ont survécu et ont été traités comme les autres prisonniers de guerre coloniaux.

## Statistiques et rapatriement
Sur les 1 845 000 militaires français capturés en mai-juin 1940, 250 000 parvinrent à s'échapper avant d'arriver en Allemagne ; 80 000 prisonniers réussirent à s'évader entre juin 1940 et novembre 1942.
Le tiers des 1 845 000 prisonniers l'ont été du 10 mai au 15 juin 1940. Les deux autres tiers se sont rendus à partir du 16 juin dont certains en entendant le discours de Pétain demandant l'armistice ou se trouvant dans des poches au moment de l'armistice.
Entre 1940 et 1941, 330 000 prisonniers français furent rapatriés en France, certains pour des raisons médicales. De 1940 à 1945, 51 000 prisonniers français trouvèrent la mort ou disparurent au cours de leur captivité.
Les prisonniers furent rapatriés en France à l'été 1945. L'ambiance n'était pas joyeuse. Beaucoup sont revenus dans l'indifférence et dans le mépris. Certains prisonniers furent accusés de s’être laissé capturer plutôt que de mourir pour leur pays. Pour les « indigènes », le retour parfois très tardif s'accompagna de nombreux incidents dont celui, particulièrement grave, meurtrier et exceptionnel, de Thiaroye.

#### Témoignages
- Francis Ambrière, Les Grandes Vacances, 1939-1945, Éditions de la Nouvelle France, Paris, 1946, 423 p.
- René Barbaud, Matricule 31173, combattant et prisonnier 1937-1945, Imprimerie Fort-Moselle, Metz, 1984, 190 p.
- Edmond Beauvillain, Un an et deux mois, Paris, La Pensée universelle, 1978.
- Louis Bodez, Mémoires d'un gefang, Copie 22, Pédernec, 1980, 95 p.
- Roger Bouëry, Les chiens verts, guerre et captivité 1939-1945, Éditions Watel, Brioude, 1986, 131 p.
- F. Brague, La moisson humaine. Carnet d'un prisonnier de guerre, Librairie Arthème Fayard, Paris, 1945, 414 p.
- Robert Brasillach, Journal d'un homme occupé, Paris, Les Sept Couleurs, 1955, 350 p.
- Francine David-Paponnaud (éd.), Disparu mais vivant. Prisonnier en Allemagne. Lettres de guerre et de captivité d'André David (1940-1945), - Prisonnier en Allemagne - lettres de guerre et de captivité d'André David (1940-1945), préface d'Yves Durand, Paris, L'Harmattan, coll. « Mémoires du XXe siècle », 2012.
- Guy Deschaumes, Derrière les barbelés de Nuremberg, Paris, Flammarion, 1942. Vers la Croix de Lorraine, Paris, Flammarion, 1945.
- Gustave Folcher, Les carnets de guerre 1939-1945 d'un paysan languedocien, Librairie François Maspero, Paris, 1981, 287 p.  (ISBN 2-7071-1226-7)
- Yves Gondran, Lettres à Maryse 1939-1945, Éditions Musnier-Gilbert, Bourg-en-Bresse, 2009, 327 p.  (ISBN 978-2-35411-020-8)
- Raymond Guérin, Les poulpes, Paris, Gallimard, 1953 ; réédition Le Tout sur le Tout (1983).
- Robert Guerlain, Prisonnier de guerre. Derrière les fils barbelés, des années se lèvent, Hachette, première édition française, Londres, 1944, 174 p.
- Antoine-Ernest Guyonnet, Le troupeau des vendus - Carnet d'un prisonnier de guerre (Matricule 62.160, Stalag II A), Imprimerie F. Eymond, Grenoble, 1947, 162 p.Jean-René Marcadé, Cinq années de captivité, Éditions Delbrel, Bordeaux, 1952, 171 p.
- Georges Hyvernaud, La peau et les os, Paris, Editions du Scorpion, 1949 ; préface de Raymon Guérin ; réédition Le Dilletante (1993) ; Presses Pocket (1999).
- Daniel Maurice, Papa prisonnier de guerre, une famille dans la tourmente : 1939-1945, Edhisto, 2011, 347 p.  (ISBN 978-2-35515-010-4)
- Henri Noguéro, Adieu Paname, récit de captivité (1940-1945) d'un Parigot prisonnier de guerre à la ferme chez les Boches, L'Harmattan, Paris, 2018, 220 p.  (ISBN 978-2-343-16310-9)
- Léon Noguéro, Prisonnier de guerre en Allemagne (1940-1945), L'Harmattan, Paris, 2017, 502 p.  (ISBN 978-2-343-11883-3)
- Jacques Perret, Le Caporal épinglé, Gallimard, Livre de Poche, Paris, 1947-1962, 506 p.
- Marius Perrin, Avec Sartre au Stalag 12 D, Éditions Jean-Pierre Delarge, Paris, 1980, 168 p.
- André Ringenbach, Six années pour la patrie, 1939-1945, Édité par l'auteur, Rouen, 1967, 288 p.
- Joseph Rosenfeld, Lettres du Stalag 1940-1945, Éditions Bruno Leprince, Paris, 2010, 208 p.
- Martial Thibert, Max, Matricule 21835, Dix ans de la vie d'un prisonnier de guerre : 1938-1948, Ed. de la Catherinette, Pont d'Ain, 2002, 221 p.  (ISBN 978-2914415057)
- Henri Travers, L'Uniforme râpé, souvenirs 1939-1943, Imprimerie Louis-Jean, Gap, 1993, 301 p.
- Jacques Zimmermann, En revenant des kommandos, Éditions G.P., Paris, 1945, 222 p.
- Béarnais en captivité, 1939-1945, récits et témoignages, Association Mémoire Collective en Béarn, Imprimerie S.E. Bihet, Bizanos, 1993, 215 p.  (ISSN 1144-0791)
- Refuge en Hongrie. 1941-1945, Amicale des P.G. français évadés en Hongrie, 81 p.

#### Bandes dessinées
- Jacques Tardi, Moi René Tardi, prisonnier de guerre au Stalag IIB, Casterman, tome 1, 2012, 194 p.  (ISBN 9-78-220304898-0)
- Jacques Tardi, Moi René Tardi, prisonnier de guerre au Stalag IIB, Casterman, tome 2 (Mon retour en France), 2014, 146 p.  (ISBN 9-78-220306644-1)
- Jacques Tardi, Moi René Tardi, prisonnier de guerre au Stalag IIB, Casterman, tome 3 (Après la guerre), 2018, 162 p.  (ISBN 9-78-220309724-7)

#### Études historiques
- Recham Belkacem, « Les indigènes nord-africains prisonniers de guerre (1940-1945) », Guerres mondiales et conflits contemporains, vol. 2006/3, no 223,‎ 2006, p. 109-125 (lire en ligne)
- Jean-Claude Catherine (dir.), La captivité des prisonniers de guerre. Histoire, art et mémoire (1939-1945), Presses universitaires de Rennes, 2008, 240 p. (lire en ligne)
- Rémi Dalisson, Les soldats de 40 : une génération sacrifiée, Paris, CNRS, 2020, 320 p.
- Yves Durand, La Captivité. Histoire des prisonniers de guerre français (1939-1945), Fédération Nationale Des Combattants Prisonniers De Guerre Et Combattants D'Algérie, Tunisie, Maroc, Paris, 1980, 542 p.
- Yves Durand, Prisonniers de guerre dans les Stalags, les Oflags et les Kommandos 1939-1945, Hachette Livre, 1994, 321 p.  (ISBN 2-01-235137-9)
- Cédric Fontaine, Prisonniers de Guerre Réunionnais - Une histoire méconnue de la Seconde Guerre mondiale, Editions Ibis Rouge, 2025, 224 p. ( (ISBN 978-2375206058))
- Évelyne Gayme, Les Prisonniers de guerre français. Enjeux militaires et stratégiques (1914-1918 et 1940-1945), Economica, 2010, 185 p.  (ISBN 2-71-785874-1)
- Évelyne Gayme, Prisonniers de guerre. Vivre la captivité de 1940 à nos jours, Imago, 2019, 358 p.  (ISBN 2-84-952988-5)
- Christophe Lewin, Le Retour des prisonniers de guerre français. Naissance et développement de la F.N.P.G. (1944-1952), Paris, Publications de la Sorbonne, 1986, 335 p.
- Alain Navarro, 1945, le retour des absents, Paris, Éditions Stock, 2015, 240 p. (ISBN 978-2-234-08035-5)
- Laurent Quinton, Digérer la défaite. Récits de captivité des prisonniers de guerre français de la Seconde Guerre mondiale (1940-1953), Presses universitaires de Rennes, 2014, 356 p. (lire en ligne)
- « Prisonniers de guerre... A vie », hors-série no 71 Le Monde : « 1940 De Gaulle, la Résistance, Pétain La collaboration », 2020.

#### Sur les indigènes prisonniers de guerre
- Armelle Mabon, Les prisonniers de guerre coloniaux durant l'Occupation en France